# بصره، چکوال
بصره (به انگلیسی: Basra) یک روستا در پاکستان است که در ناحیه چکوال واقع شده‌است. بصره ۳۵۰ متر بالاتر از سطح دریا واقع شده‌است.